# 5855 Юкіцуна
5855 Юкіцуна (5855 Yukitsuna) — астероїд головного поясу, відкритий 26 жовтня 1992 року.
Тіссеранів параметр щодо Юпітера — 3,372.
Названо на честь Юкіцуни (яп. ゆきつな(行綱) юкіцуна).